# سامانتا بیلی
سامانتا بیلی (انگلیسی: Samantha Bailey؛ زادهٔ ۲۱ نوامبر ۲۰۰۱) یک هنرپیشه اهل ایالات متحده آمریکا است. وی از سال ۲۰۰۶ میلادی تاکنون مشغول فعالیت بوده‌است.